# Nicolai Zimmer
Nicolai Zimmer (25. ledna 1810, Veggerby – 31. května 1894, Frederiksberg) byl dánský obchodník, právník a inspektor severního Grónska.

## Životopis
Nicolai Zimmer začal studovat práva v Aalborgu v roce 1829 a promoval v roce 1834. V roce 1837 se stal ředitelem ústavu v Kodaň. Od roku 1842 pracoval jako asistent a obchodník v Ilulissatu, Qeqertarsuaqu a Aasiaatu, než byl v roce 1845 jmenován inspektorem severního Grónska a působil v této funkci až do roku 1846.
Byl synem kněze Conrada Zimmera (1769–1827) a Elisabeth Marie Nielsenové (1774–1852). Jeho matka byla dcerou Frederikke Henriette Wagrienové, nemanželská dcera vévody Friedricha Karla ze Šlesvicka-Holštýnska-Sonderburgu-Plönu s jeho milenkou Sofií Agnes Oleariusovou. Nicolai byl ženatý s poloviční Grónkou Karen Margrethe Marií Geislerovou (1824–1901), která pocházela z dnešního Qasigiannguitu. Manželé neměli žádné děti.